# Мілахувек
Мілахувек (пол. Miłachówek) — село в Польщі, у гміні Топулька Радзейовського повіту Куявсько-Поморського воєводства.
Населення — 122 особи (2011).
У 1975-1998 роках село належало до Влоцлавського воєводства.

## Демографія
Демографічна структура станом на 31 березня 2011 року:
|          | Загалом | Допрацездатний вік | Працездатний вік | Постпрацездатний вік |
| -------- | ------- | ------------------ | ---------------- | -------------------- |
| Чоловіки | 57      | 7                  | 43               | 7                    |
| Жінки    | 65      | 15                 | 35               | 15                   |
| Разом    | 122     | 22                 | 78               | 22                   |